# Аммон, Александр Германович
Александр Германович (Иванович) Аммон (1860—1891) — российский юрист.

## Биография
Родился в Москве 31 января (12 февраля) 1860 года в семье российского юриста и публициста французского происхождения Германа Фёдоровича Аммона.
Учился в Московском петропавловском училище (Петришуле). Затем, как и его отец, учился на юридическом факультете Московского университета (1879—1883). В 1886 году получил степень магистра. Работал в московском главном архиве министерства иностранных дел; с 1888 года читал в Московском университете лекции по государственному праву в качестве приват-доцента.
Скончался в Москве 17 (29) мая 1891 года.